# Wardsmithite
La wardsmithite è un minerale.